# Adrian Paul
Adrian Paul Hewitt (London, 1959. május 29. –) angol színész és koreográfus. Legismertebb filmes alakítása Duncan MacLeod megformálása volt a Hegylakó című film sorozatváltozatában.

## Élete
Adrian 1959. május 29-én született Londonban. Édesapja angol, míg édesanyja olasz származású. Gyermekkorában gyakran szerepelt iskolai előadások alkalmával különféle színdarabokban, de ekkor még nem kötelezte el magát a színjátszás mellett. A fiatal Adrian eleinte modellként, majd táncos-koreográfusként dolgozott. 1985-ben Los Angelesbe utazott, annak érdekében, hogy a tengerentúlon fejlessze tovább tánctudását. Első filmszerepét is a táncnak köszönhette, mivel az akkoriban nagy népszerűségnek örvendő tévésorozatban, a Dinasztiában kapott egy apró szerepet, ahol egy orosz balett-táncost alakított. Ez megnyitotta számára az utat a különböző Broadway-darabok és a tévés epizódszerepek (Szépség és Szörnyeteg, Gyilkos sorok, Tarzan) felé. Játszott többek között egy-egy film erejéig Tom Berenger és Sandra Bullock oldalán is. 1991-ben megkapta első főszerepét a Bagoly című filmben, ahol egy volt újságírót alakít, aki miután szemtanúja volt felesége és kislánya meggyilkolásának, nem tud többé aludni, s éjszakánként a rászorulók segítségére siet, ha azok bajba kerülnek.
Barátnője,  Alessandra Tonelli félig magyar származású, emiatt sok időt tölt Budapesten. 
2 gyermekük van: Angelisa Valentina Rose 2010. január 8-án, Royce 2012. július 16-án született.

## Filmjei
- Outpost 37 (2014)
- A Föld után: Apokalipszis (2013)
- Vallomás (2013)
- Hegylakó 5. – A forrás (2007)
- A vikingek titka (2007)
- Fantom a mélyből (2005)
- Throttle (2005)
- Moscow Heat (2004)
- Nemesis Game (2003)
- A kód neve: világvége (Virtuális vihar) (2002)
- Telhetetlen űr (2001)
- Új faj (2001)
- Zsaru az űrből (2001)
- Hegylakó 4. – A játszma vége (2000)
- Aki becsapta a halált (1999)
- Merlin visszatér (1999)
- Halott ember ritkán táncol (1997)
- Topmodell gyilkosságok (1993)
- Hegylakó (1992)
- Szerelmi bájital (1992)
- A bagoly (1991)
- XX. századi Drakula (1988)